# 용의 폭풍

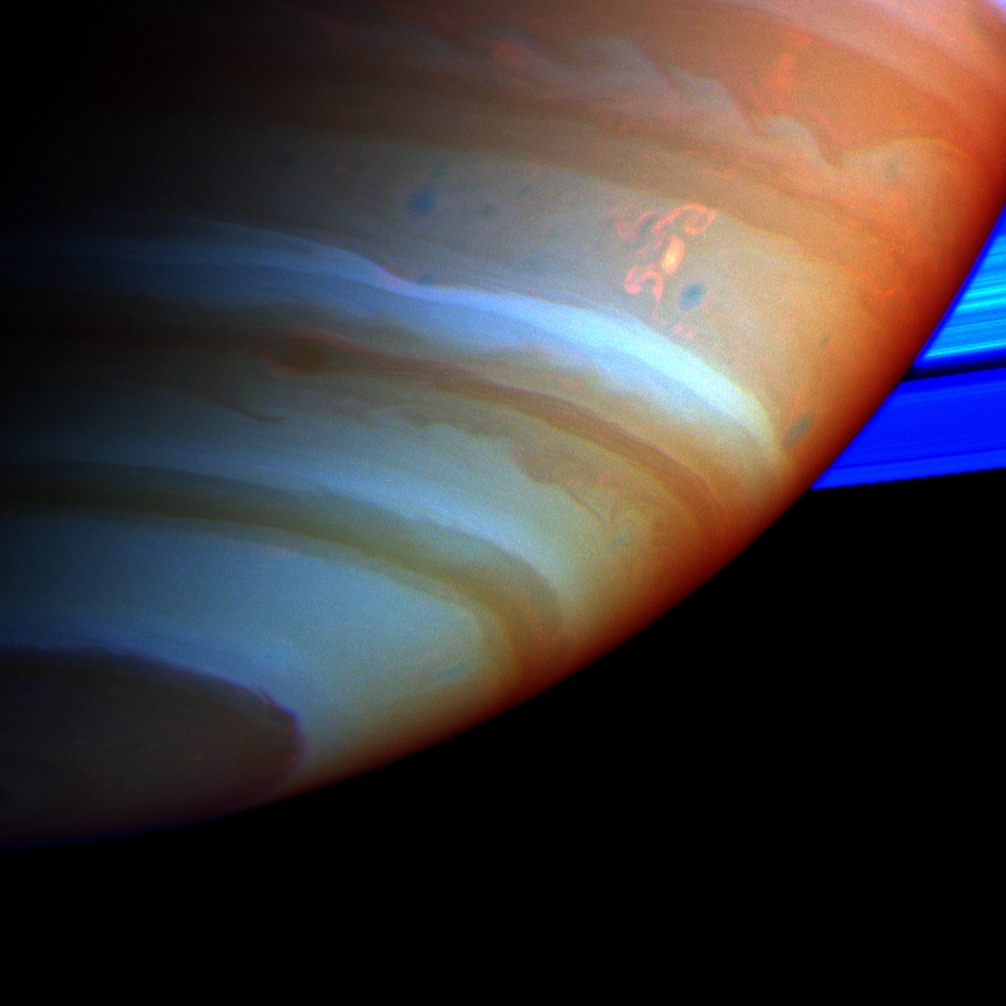

용의 폭풍(Dragon Storm)은 토성의 남반구의 한 지역인 ‘Storm Alley’에 있는 크고 복잡하며 번개를 동반한 폭풍에 주어진 명칭이다.
카시니호의 관측에 따르면, 토성의 밤 동안 번개가 치는 것이 지속되고 토성의 낮 동안에는 번개가 관측되지 않는 현상이 반복되었다.
개간지

## 같이 보기
- 대흑점
- 대백점
- 소흑점

## 참조
- NASA의 용의 폭풍에 관한 글 보관됨 2018-04-17 - 웨이백 머신